# Kosmos 4
Kosmos 4 – pierwsza udana radziecka misja satelity zwiadowczego. Był to statek Zenit-2 2 należący do programu Zenit, którego konstrukcja została oparta na załogowych kapsułach Wostok. Kapsuła z negatywami opadła na terytorium ZSRR 29 kwietnia 1962.
Misja Kosmos 4 była udana tylko częściowo, gdyż awarii uległ główny system orientacji statku. Krążył wokół Ziemi przez 3-4 dni. Ponieważ dla sowieckiego wojska satelity programu Zenit miały bardzo wysoki priorytet, zaraz po Kosmosie 4 miał zostać wysłany jego następca, między 5 a 10 maja. Opóźniło to więc program załogowy, loty Wostok 3 i Wostok 4, do 20-30 maja. Kosmonauci zostali odesłani z Bajkonuru do Teodozji, aby kontynuować ćwiczenia skoków spadochronowych w skafandrach kosmicznych.
Satelita wystartował 26 kwietnia 1962 roku, dwa dni po starcie satelity Kosmos 3, na orbitę nachyloną do płaszczyzny równika pod kątem 65°. Pozostałe parametry po wejściu na orbitę wynosiły: perygeum – 298 km, apogeum – 330 km, czas obiegu – 90,6 minuty. 29 kwietnia 1962 sprowadzono satelitę na Ziemię. Był to szósty przypadek odzyskania satelity w Związku Radzieckim.